# أبو إسحاق الأحمري النهاوندي
أبو إسحاق إبراهيم بن إسحاق الأحمري النهاوندي هو فقيه وراوي ومصنف شيعي فارسي يُقال له النهاوندي نسبة إلى مدينة نهاوند.

## أقوال الرجاليين فيه
- محمد بن الحسن الطوسي: ”كان ضعيفاً في حديثه متهماً في دينه“.[2]
- ابن المطهر الحلي: ”ضعيفاً في حديثه متهماً في دينه وفي مذهبه ارتفاع وأمره مختلط لا أعمل على شيء مما يرويه“[3]
- ابن الغضائري : في حديثه ضعف، و في مذهبه ارتفاع. و يروي الصحيح و السقيم، و أمره مختلط.[4]

- النجاشي: ”إبراهيم بن إسحاق أبو إسحاق الأحمري النهاوندي كان ضعيفاً في حديثه متهوماً“.[5]
- ابن داود الحلي: ضعيفا في حديثه في مذهبه ارتفاع، و أظنه مخلطا[6]

## مؤلفاته
| - الصيام. - المتعة. - الدواجن. - جواهر الأسرار. - النوادر. - الغيبة. | - مقتل الحسين بن علي. - المآكل. - الجنائز. - العدد. - نفي أبي ذر. |

### كتب
- أعيان الشيعة. محسن الأمين، طبع بيروت - لبنان، تاريخ الطبع مفقود، منشورات دار التعارف.
- الذريعة إلى تصانيف الشيعة. آغا بزرگ الطهراني، طبع بيروت - لبنان، تاريخ الطبع مفقود، منشورات دار الأضواء.

### إشارات مرجعية
1. ↑  
الأمين، محسن. أعيان الشيعة - ج2. ص. 111. مؤرشف من الأصل في 2019-12-08.
2. ↑  "الفهرست - الشيخ الطوسي - الصفحة ٣٩". shiaonlinelibrary.com. مؤرشف من الأصل في 2021-03-14. اطلع عليه بتاريخ 2021-03-14.
3. ↑  "رجال العلامة الحلي". masaha.org. مؤرشف من الأصل في 2021-03-14. اطلع عليه بتاريخ 2021-03-14.
4. ↑  "رجال ابن الغضائري - أحمد بن الحسين الغضائري الواسطي البغدادي - الصفحة ٣٩". shiaonlinelibrary.com. مؤرشف من الأصل في 2020-02-22. اطلع عليه بتاريخ 2021-03-14.
5. ↑  "رجال النجاشي - النجاشي - الصفحة ١٩". shiaonlinelibrary.com. مؤرشف من الأصل في 2021-03-14. اطلع عليه بتاريخ 2021-03-14.
6. ↑  "رجال ابن داود - ابن داوود الحلي - الصفحة ٢٢٦". shiaonlinelibrary.com. مؤرشف من الأصل في 2021-03-14. اطلع عليه بتاريخ 2021-03-14.
7. ↑  الطهراني، آغا بزرگ. الذريعة إلى تصانيف الشيعة - ج15. ص. 102. مؤرشف من الأصل في 2020-01-11.
8. ↑  الطهراني، آغا بزرگ. الذريعة إلى تصانيف الشيعة - ج8. ص. 267. مؤرشف من الأصل في 2020-01-11.
9. ↑  الطهراني، آغا بزرگ. الذريعة إلى تصانيف الشيعة - ج5. ص. 261. مؤرشف من الأصل في 2020-01-11.
10. ↑  الطهراني، آغا بزرگ. الذريعة إلى تصانيف الشيعة - ج24. ص. 318. مؤرشف من الأصل في 2020-01-11.
11. ↑  الطهراني، آغا بزرگ. الذريعة إلى تصانيف الشيعة - ج16. ص. 74. مؤرشف من الأصل في 2020-01-11.
12. ↑  الطهراني، آغا بزرگ. الذريعة إلى تصانيف الشيعة - ج25. ص. 23. مؤرشف من الأصل في 2020-01-11.
13. ↑  الطهراني، آغا بزرگ. الذريعة إلى تصانيف الشيعة - ج5. ص. 148. مؤرشف من الأصل في 2020-01-11.
14. ↑  الطهراني، آغا بزرگ. الذريعة إلى تصانيف الشيعة - ج15. ص. 231. مؤرشف من الأصل في 2019-12-16.
15. ↑  الطهراني، آغا بزرگ. الذريعة إلى تصانيف الشيعة - ج24. ص. 267. مؤرشف من الأصل في 2020-01-11.